# 馬里克
马里克（Marrick）是英格兰北约克郡的一个村庄和民政教區，位于约克郡山谷国家公园的斯瓦莱代尔山山腳下，里士满以西约14公里。根据2011年英國人口普查，此地的人口为148人。

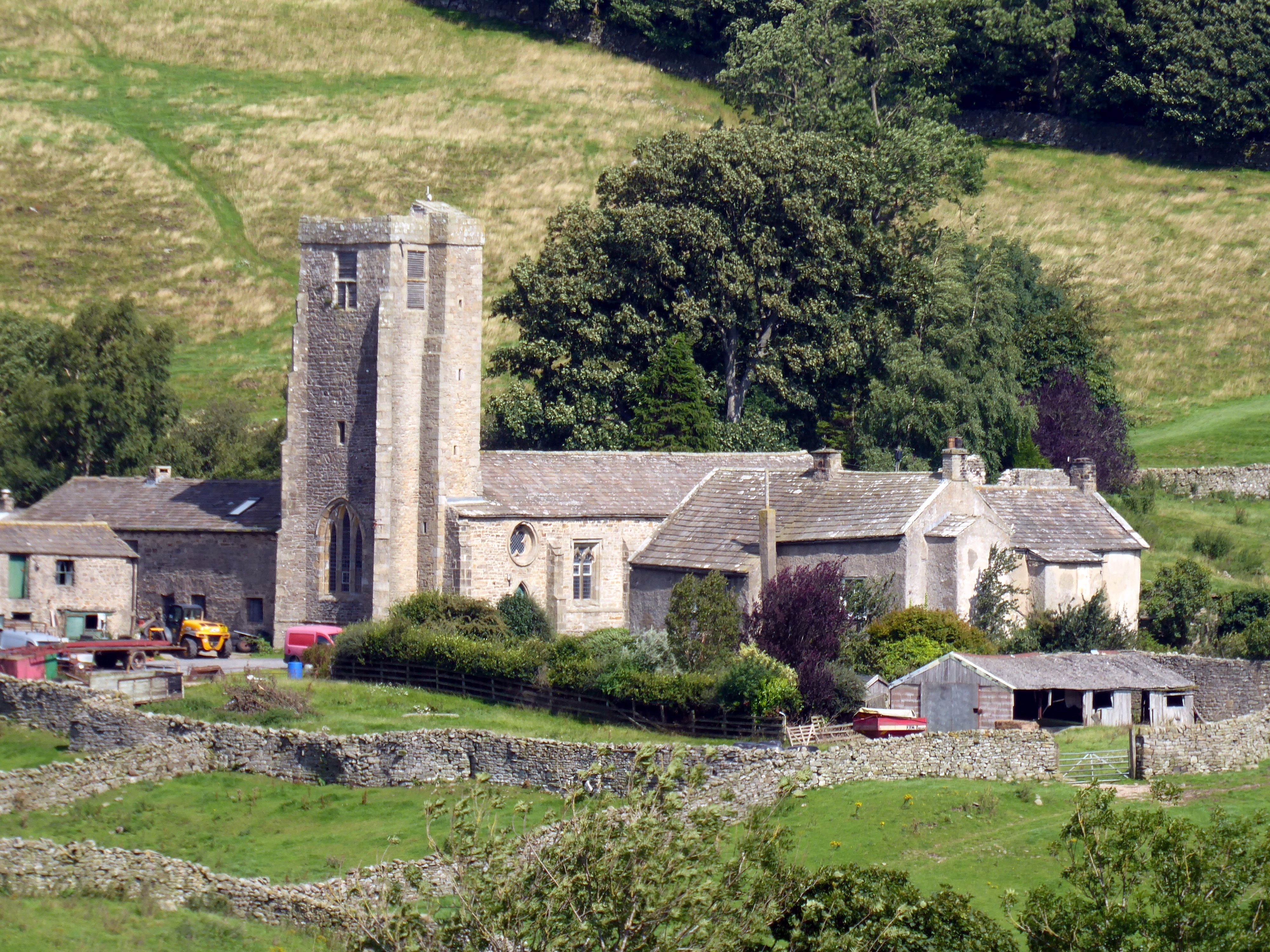
马里克修道院